# روبرت ديسرواسير
روبرت ديسرواسير هو مصمم رقص كندي، ولد في 10 أكتوبر 1953 في مونتريال في كندا.